# Life of Agony
Life of Agony (lub LoA) – amerykański zespół hardrockowy założony w 1989 na Brooklynie w Nowym Jorku.

## Życiorys

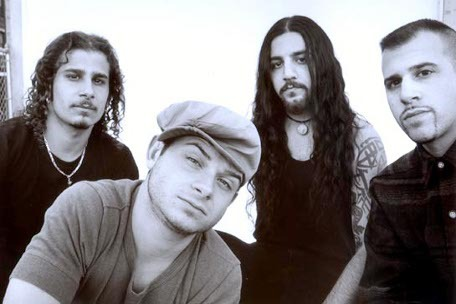
Zespół w połowie lat 90.

Zespół został założony latem 1989 przez wokalistkę Minę Caputo (znaną wtedy jako Keith Caputo), basistę Alana Roberta oraz gitarzystę Joeya Z. Po graniu z kilkoma perkusistami, w końcu przed nagraniem debiutanckiej płyty River Runs Red dla Roadrunner Records zwerbowali Sala Abruscato, perkusistę Type O Negative.
Drugim albumem był bardziej emocjonalny Ugly wydany w 1995. Po trasie promocyjnej z zespołu odszedł Abruscato, a na jego miejsce przyszedł Dan Richardson z Pro-Pain.
Wokalistka Mina Caputo opuściła zespół wraz z wydaniem Soul Searching Sun w 1997. Mina cierpiała wtedy na dysforię płciową i chciała się wyoutować, ale nie miała odwagi, dlatego zdecydywała się wtedy odejść i odciąć od wszystkich członków zespołu, którzy nie rozumieli wtedy powodów jej odejścia.

Opuszczony zespół zagrał trasę z Whitfieldem Cranem, byłym wokalistą Ugly Kid Joe, a następnie wszedł do studia, ale członkowie doszli do wniosku, że nie chcą kontynuować kariery jako Life of Agony. W 1999 postanowili się rozwiązać. W 2000 wydano koncertowy album z występem na Lowlands Festival w 1997.

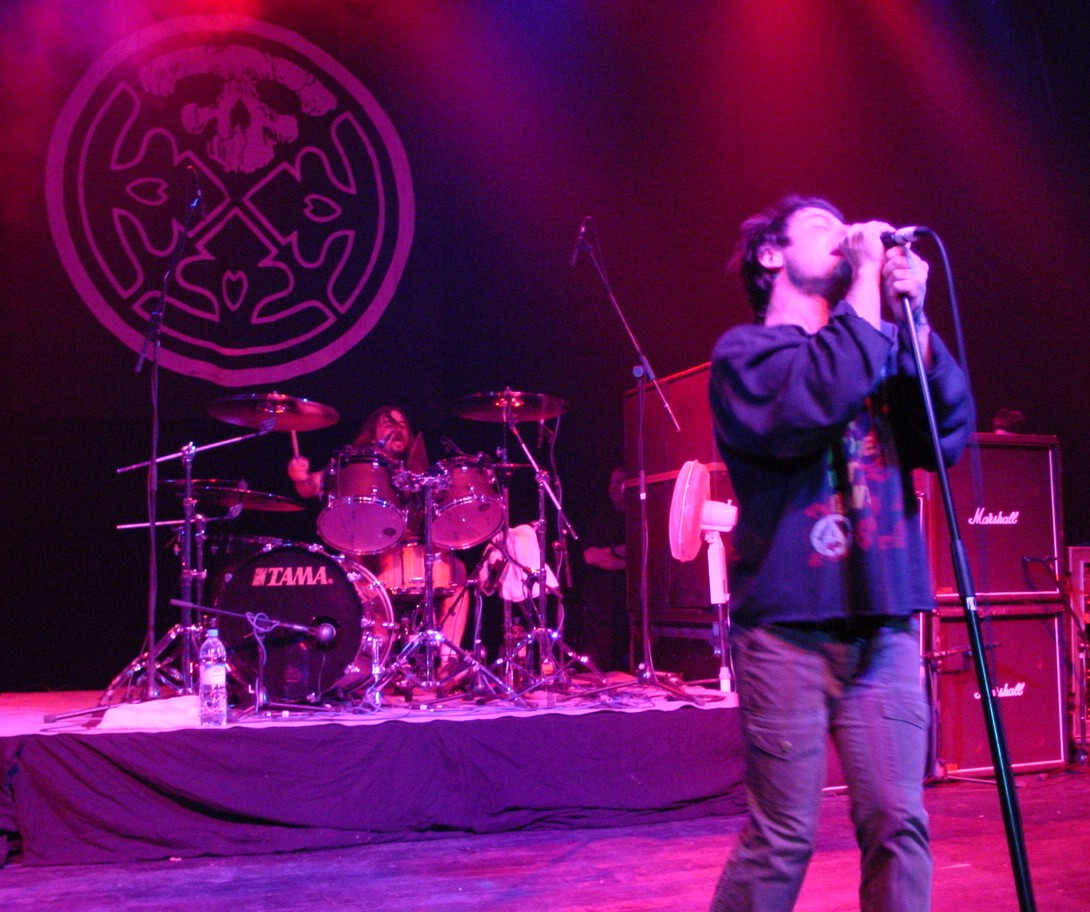
Life of agony, w tle logo zespołu (2003)

3 i 4 stycznia 2003 oryginalny skład ponownie połączył się aby zagrać wyprzedane koncerty w Irving Plaza w Nowym Jorku. Oba występy zostały nagrane i wydane na CD/DVD w tym samym roku. Zejście się poskutkowało kilkoma innymi koncertami i występami na europejskich festiwalach, a także nagraniem Broken Valley w 2005, pierwszym nowym materiałem zespołu od 1997.
Life of Agony występowało także wraz z Megadeth, Dream Theater, Fear Factory i innymi w czasie Gigantour w 2005.

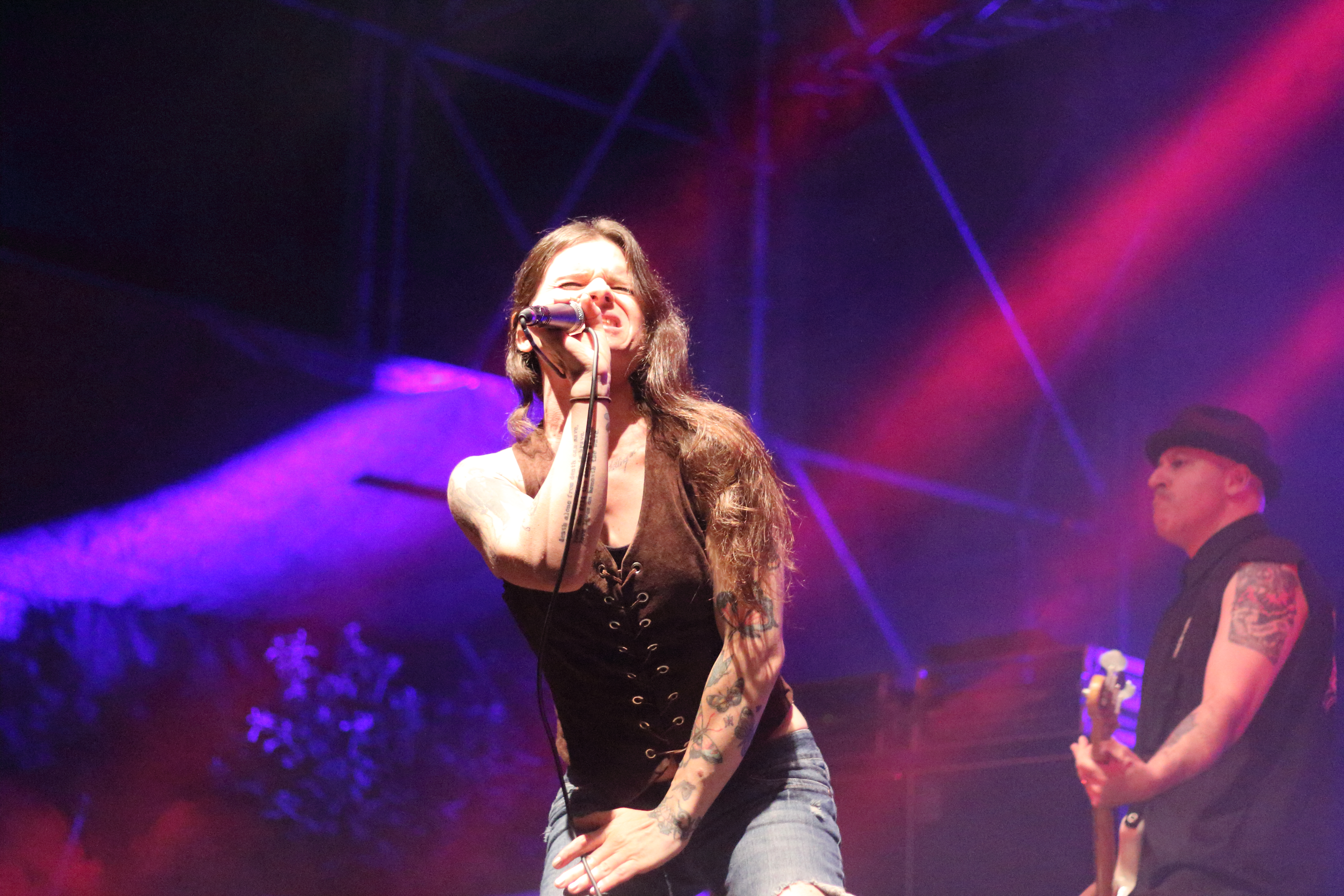
Mina Caputo na festiwalu PictureOn w 2014 roku

22 marca 2014 roku Life of Agony potwierdzili na swojej oficjalnej stronie internetowej, że są ponownie aktywni i zagrali swój pierwszy koncert od czasu ogłoszenia tożsamości płciowej Caputo na Alcatraz Hard Rock & Metal Festival w belgijskim Kortrijk w dniu 8 sierpnia.
12 stycznia 2016 roku Life of Agony ogłosiło, że podpisało kontrakt z Napalm Records, a 28 kwietnia 2017 roku wydało A Place Where There's No More Pain, swój pierwszy album studyjny wydany po 12 latach przerwy. W grudniu tego samego roku perkusista Abruscato opuścił zespół po raz drugi i został zastąpiony przez Veronicę Bellino. Chociaż żaden oficjalny powód nie został ujawniony, Mina Caputo oskarżyła Abruscato o transfobię i gaslighting jako powód, dla którego został wyrzucony, chociaż on sam zaprzeczył tym oskarżeniom.
W październiku 2019 roku wypuścili album The Sound of Scars uznany przez Loudwire za jeden z „najbardziej oczekiwanych albumów hardrockowych i metalowych tego roku”. Film dokumentalny, również zatytułowany The Sound of Scars, został wydany w 2022 roku przez Cinedigm we współpracy z Raven Banner Entertainment. Film został wyreżyserowany przez Leigh Brooks i zawiera wywiady z członkami zespołu i ich rodzinami. Film zawiera również materiały archiwalne, zdjęcia, archiwalne wywiady i omawia różne momenty z historii zespołu, w tym tranzycję Miny Caputo. Część zysków ze sprzedaży biletów na pokaz filmu w wersji reżyserskiej została przekazana na rzecz National Suicide Prevention Lifeline i organizację All Out.
Zespół świętował 30. rocznicę wydania swojego pierwszego albumu River Runs Red w 2023 roku światową trasą koncertową.

## Skład
- Mina Caputo (wokal, klawisze)
- Alan Robert(inne języki) (gitara basowa, chórki)
- Joey Z. (gitara, chórki)
- Veronica Bellino (perkusja, 2018–teraz)

Byli członkowie
- Whitfield Crane (wokal, 1997–1998)
- Dan Richardson (perkusja, 1996–1999)
- Eric Chan (perkusja, 1990–1991)
- Mike Palmeri (perkusja, 1991–1992)
- Kenny Pedersen (perkusja, 1989–1990)
- Sal Abruscato (perkusja, 1992–1996, 2002–2012, 2014–2017)

## Dyskografia

### Albumy studyjne
- River Runs Red(inne języki) (1993)
- Ugly(inne języki) (1995)
- Soul Searching Sun(inne języki) (1997)
- Broken Valley(inne języki) (2005)
- A Place Where There's No More Pain(inne języki) (2017)
- The Sound of Scars(inne języki) (2019)

### Albumy koncertowe
- Unplugged at the Lowlands Festival '97(inne języki) (2000)
- River Runs Again: Live 2003(inne języki) (2003)

### Kompilacje
- 1989-1999(inne języki) (1999)
- The Best of Life of Agony (2003)